# Libertà e Giustizia (Lituania)
Libertà e Giustizia (in lituano: Laisvė ir Teisingumas - LT) è un partito politico lituano di orientamento liberal-conservatore ed europeista fondato nel 2020 dalla confluenza di tre distinti soggetti politici:
- l'Unione della Libertà di Lituania (Liberali) (Lietuvos Laisvės Sąjunga (Liberalai)), affermatasi nel 2014 in seguito alla fusione tra Unione dei Liberali e di Centro (Liberalų ir Centro Sąjunga) e Unione TAIP (Rinascita e Prospettiva della Patria) (Sąjunga TAIP (Tėvynės atgimimas ir perspektyva);
- Ordine e Giustizia (Tvarka ir teisingumas), formazione nata nel 2002;
- Avanti, Lituania (Pirmyn, Lietuva).

In occasione delle elezioni parlamentari del 2020 ha ottenuto un seggio al Seimas: è stato così eletto Remigijus Žemaitaitis, nel collegio uninominale di Kelmė-Šilalė.

## Risultati elettorali
| Elezione                                    | Voti                                        | %                                           | Seggi                                       |
| Unione della Libertà di Lituania (Liberali) | Unione della Libertà di Lituania (Liberali) | Unione della Libertà di Lituania (Liberali) | Unione della Libertà di Lituania (Liberali) |
| ------------------------------------------- | ------------------------------------------- | ------------------------------------------- | ------------------------------------------- |
| Parlamentari 2016                           | 27.274                                      | 2,23                                        | 0 / 141                                     |
| Europee 2019                                | 24.037                                      | 1,91                                        | 0 / 11                                      |
| Libertà e Giustizia                         |                                             |                                             |                                             |
| Parlamentari 2020                           | 23.355                                      | 2,06                                        | 1 / 141                                     |